# ЈС-2
ЈС-2 је био совјетски тешки тенк коришћен током Другог светског рата. Након рата, тенк је био модернизован и у совјетској и руској армији коришћен је све до 1995. године, учествујући у неколико послератних оружаних сукоба.
ЈС-2 је био најтежи и најбоље наоружани тенк у наоружању Црвене армије током Другог светског рата. Нови тенк произведен је као одговор на појаву нових немачких тешких и средњих тенкова типа Тигар и Пантер. Серијска производња је почела крајем 1943, а први пут је употребљен у борби 1944. током Корсун-Шевченсковске операције. ЈС-2 је био нешто мало тежи од КВ-1 и био је наоружан топом калибра 122 mm, што је уједно и био најјачи топ уграђен у било који тенк током Другог светског рата. ЈС-2 је прошао бројне модификације, из чега је пред крај рата настао потпуно нови модел ЈС-3 са побољшаном оклопном заштитом и потпуно редизајнираном куполом. Купола, која је обликом подсећала на тигањ, постаће касније заштитни знак читаве серије совјетских тенкова. ЈС-3 је такође био наоружан топом од 122 .

## Развој
Након појаве нових немачких тенкова типа Тигар и Пантер током 1942. и 1943. године, у совјетској армији јавила се потреба за тенком који ће моћи да им се супротстави. Оба ова тенка имала су оклопну заштиту толико јаку да ју је топ калибра 76,2 mm, коришћен у тада главним руским тенковима Т-34 и КВ-1, могао пробити само из непосредне близине. У исто време, топови на Тигру и Пантеру могли су без тешкоћа пробити оклоп Т-34 на раздаљинама већим од 1000 m, што им је давало немерљиву предност у борби на отвореном пољу.
Прво решење било је уградња топа од 152 mm на основу тенка КВ, чиме настаје разарач тенкова СУ-152, назван „Зверобој“ (Убица звери) и топова од 85 mm у тенкове КВ и Т-34 серије, чиме су представљени модели КВ-85 и Т-34/85. Топ од 85 mm, иако је повећавао шансу за пробијање оклопа Тигра и Пантера, и даље није био равноправан топовима уграђеним на ова два тенка.
Када после неколико месеци производње примерака тенка ЈС-1 постаје очигледно да он са својим топом од 85 mm није довољно јак за борбу против најјачих немачких тенкова, доноси се одлука о његовом скидању са куполе и постављању топа од 122 mm. Совјетски стручњаци су приметили да највише штете противничким тенковима током Курске битке нанео топ А-19. Тим веома брзим решењем Совјетски Савез је добио „нови“, неупоредиво јачи тенк од неуспешног тестног ЈС-1. Разматрала се и употреба топа од 100 mm, али је одбачена зато што је топ калибра 122 mm имао много боље перформансе у борби против пешадије и противтенковских топова, чиме се знатно повећавала употребна вредност ЈС-2. У сваком случају, топ калибра 100 mm биће касније уграђен у наследника Т-34, познати модел Т-54.
Први модели ЈС-2 почињу да излазе из фабрика још у априлу 1944, мање од шест месеци након почетка изградње ЈС-1. Овај брзо изграђени тенк ће остати у производњи све до краја рата у Европи.

## Оперативна употреба
Војни задаци овог тенка су били идентични онима немачких Тигар I и Тигар II. Њихова употреба се сводила само на местима фронта где се желела постићи краткотрајна војна надмоћ. Како се у то време Совјетски Савез налазио у офанзиви, његова најчешћа употреба се сводила у прављењу рупа у противничкој одбрамбеној линији. Када би одред ЈС-2 остварио постављени циљ, он би се повукао у позадину у очекивању нових наређења за употребу на неком новом одлучујућем месту.
Разлог за такву њихову „ограничену“ употребу можемо наћи у одлуци Црвене армије да је овај тенк превише вредан да би се изгубио у некој неважној фронтовској размени ватре. 
Током друге битке за Таргу Фрумош од 2. до 8. маја 1944. године генерал-пуковник Хасо фон Мантојфел заповедник оклопно-гренадирске дивизије „Гросдојчланд“ се први пут сусрео са новим совјетским тенковима типа ЈС-2 „Стаљин“. 
„Код Таргу Фрумоша сам се први пут сусрео са тенком „Стаљин“. Они су били веома шокантно искуство јер и иако су „Тигрови“ почели да их погађају већ на 3000 метара њихове гранате су се одбијале од њих и нису успевале да им пробију оклоп све док им се нису приближили на 1500 метара. Али био сам у стању да парирам Русима бољим маневром и покретљивошћу као и бољом употребом копнене подршке.“ 
Фон Мантојфел је такође уочио да су тенкови „Стаљин“ имали неколико „слабости: спори, недовољно покретни; такође, по мом мишљењу, њихове посаде нису биле довољно упознате са тенком“

### Опрема
Између тестног ЈС-1 и масовно произведеног ЈС-2 постоје само три, али свима видљиве разлике. Прву чини топ од 122 mm који има ЈС-2. Он је већи готово 50% од оног кога је носио претходник. Највећа брига су биле перформансе топа против немачких тенкова па је направљено тестирање на заробљеном Пантеру приликом којег је зрно из 122mm топа пробило Пантеров предњи оклоп, прошло кроз део за посаду, пробило мотор и на крају пробило и задњи оклоп тј. прошло је кроз цели тенк.
Заједно с његовом уградњом долази до веће дужине тенка и појачавања оклопа, што овај тенк тежак 46 тона чини исто тешким као и совјетски КВ-85 или немачки Пантер, али уједно и две тоне тежим од ЈС-1. Како би се укупна маса тенка задржала под контролом, количина муниције смањена је на 28 граната, што је током битке знало да зада немале проблеме. Додатни проблем је био што се муниција састојала из два дела, од зрна и барутног пуњења, што је успоравало брзину отварања ватре. У армији нису били сасвим задовољни са ова два ограничења.
Пре обуставе производње која наступа месец дана по паду Берлина, изграђено је свеукупно нешто мање од 3500 примерака овог тенка. У производњи накратко га је наследио ЈС-3, који се није користио у Другом светском рату.